# Kannod
Kannod är en ort i Indien.   Den ligger i distriktet Dewas och delstaten Madhya Pradesh, i den centrala delen av landet, 700 km söder om huvudstaden New Delhi. Kannod ligger 332 meter över havet och antalet invånare är 15 870.
Terrängen runt Kannod är platt, och sluttar söderut. Runt Kannod är det ganska tätbefolkat, med 120 invånare per kvadratkilometer. Närmaste större samhälle är Khātegaon, 19,2 km öster om Kannod. Trakten runt Kannod består till största delen av jordbruksmark.